# Riznica splitske katedrale
Riznica splitske katedrale, jedna od najvrednijih crkvenih zbirki u Hrvatskoj, u kojoj se čuvaju vrijedni izlošci iz razdoblja od 8. do 20. stoljeća. Među vrijednim predmetima izdvaja se crkveno ruho i posuđe, rukopisne knjige i brojni relikvijari mučenika i svetaca.
Jedan od najvrednijih predmeta je Splitski evanđelistar iz prijelaza sa 7. na 8. stoljeće, ponekima stoljeće ranije, najstariji iluminirani rukopis pisan na pergameni sačuvan na tlu Hrvatske. Vrijednu rukopisnu građu čine i Splitski sakramentar pisan karolinškim pismom polovice 13. stoljeća, kao i vjerojatno originalni rukopis Historie Salonitane Tome Arhiđakona (o.1200. – 1268.), Origenovo djelo "Super Exodum", s iluminiranim inicijalima s kraja 12. stoljeća, iluminirani rimski misal i evanđelistar iz 12. – 13. stoljeća, uvezan u srebrne korice, i nekoliko antifonara s kasnogotičkim minijaturama.
Među predmetima od srebra valja spomenuti Bogorodicu s Djetetom i 11 apostola s početka 14. stoljeća, koji su nekada zajedno činili palu oltara sv. Dujma u katedrali.
Od slika u riznici ističu se tri slike "Bogorodice s Djetetom", sve na drvenim pločama te dvije Madone iz splitskih crkava Gospe od Zvonika i sv. Stjepana pod borovima iz 13. stoljeća, sa zanimljivim spojem romaničkih i bizantskih obilježja.
U riznici se čuvaju i brojni relikvijari, od kojih je potrebno istaknuti relikvijar sv. Ivana iz 12. stoljeća, i nekoliko predromaničkih, romaničkih i gotičkih raspela te veoma vrijedni gotički kaleži.